# Oberuzwil
Oberuzwil – miejscowość i gmina w Szwajcarii, w kantonie St. Gallen, w okręgu Wil. 

## Demografia
W Oberuzwil mieszkają 6 574 osoby. W 2021 roku 20,5% populacji gminy stanowiły osoby urodzone poza Szwajcarią.  

## Transport
Przez teren gminy przebiegają drogi główne nr 430 i nr 444.